# Synclerostola blancasi
Synclerostola blancasi là một loài bướm đêm trong họ Noctuidae.